# Hong Kong Open 1977
L'Hong Kong Open 1977 è stato un torneo di tennis giocato sul cemento. È stata la 4ª edizione dell'Hong Kong Open che fa del Colgate-Palmolive Grand Prix 1977. Si è giocato a Hong Kong dal 7 al 13 novembre 1977.

## Campioni

### Singolare
Ken Rosewall ha battuto in finale  Tom Gorman con il punteggio di 6–3, 5–7, 6–4, 6–4

### Doppio
Syd Ball /  Kim Warwick hanno battuto in finale  Marty Riessen /  Roscoe Tanner con il punteggio di 7–6, 6–3